# Zatavua kely
Zatavua kely là một loài nhện trong họ Pholcidae. Loài này được phát hiện ở Madagascar.